# Faye Grant
Faye Grant, pseudonimo di Faye Elizabeth Yoe (St. Clair Shores, 16 luglio 1957), è un'attrice statunitense.

## Biografia
Faye entrò alla scuola teatrale del Michigan già in tenera età.

La sua prima apparizione televisiva fu nella serie TV degli anni Ottanta The Greatest American Hero, meglio nota in Italia come Ralph Supermaxieroe, nel ruolo di Rhonda Blake.

Raggiunge poi la notorietà nel ruolo della dottoressa Juliet Parrish, nella miniserie tv V - Visitors e nella serie televisiva seguente.
Ha recitato in film quali Un detective... particolare, Affari sporchi e Omen IV - Presagio infernale.
Ha ricevuto importanti premi per la sua interpretazione nell'adattamento teatrale di Cantando sotto la pioggia.
La Grant è apparsa anche in telefilm come Hardcastle and McCormick, Time of Your Life, I racconti della cripta e Settimo cielo, con il marito Stephen Collins, sposato il 21 aprile 1985 e dal quale ha avuto una figlia, Kate (1989), che vive in California dove fa l'agente immobiliare. Nel 2012 Collins chiede il divorzio, conclusosi nel 2015.

## Filmografia

### Cinema
- Homeroom, regia di Michael Zinberg (1981) - cortometraggio
- Voyager from the Unknown, regia di Winrich Kolbe e James D. Parriott (1982)
- Foxfire Light, regia di Allen Baron (1982)
- Dall'altro lato della strada (Crossing Delancey), regia di Joan Micklin Silver (1988)
- Un detective... particolare (The January Man), regia di Pat O'Connor (1989)
- Affari sporchi (Internal Affairs), regia di Mike Figgis (1990)
- La pistola nella borsetta (The Gun in Betty Lou's Handbag), regia di Allan Moyle (1992)
- Tracce di rosso (Traces of Red), regia di Andy Wolk (1992)
- Vibrations, regia di Michael Paseornek (1996)
- Drive Me Crazy (Drive Me Crazy), regia di John Schultz (1999)
- Manna from Heaven, regia di Gabrielle Burton e Maria Burton (2002)
- La ragazza del mio migliore amico (My Best Friend's Girl), regia di Howard Deutch (2008)
- Affairs of State - Intrighi di stato (Affairs of State), regia di Eric Bross (2018)

### Serie TV
- Ralph supermaxieroe (The Greatest American Hero) – serie TV, 28 episodi (1981-1982)
- Viaggio a New York (Senior Trip), regia di Kenneth Johnson (1981) - film TV
- L'incredibile Hulk (The Incredible Hulk) – serie TV, episodio 5x6 (1982)
- Voyagers! - Viaggiatori del tempo (Voyagers!) – serie TV, episodio 1x01 (1982)
- Devlin & Devlin (The Devlin Connection) – serie TV, episodio 1x04 (1982)
- I predatori dell'idolo d'oro (Tales of the Gold Monkey) – serie TV, episodio 1x18 (1983)
- V - Visitors (V) – serie TV, episodi 1x01-1x02 (1983)
- Hardcastle & McCormick (Hardcastle and McCormick) – serie TV, episodi 1x01-1x02 (1983)
- V: The Final Battle – serie TV, episodi 1x01-1x02-1x03 (1984)
- Visitors (V) – serie TV, 19 episodi (1984-1985)
- Jack, investigatore privato (Private Eye) – serie TV, episodio 1x01 (1987)
- Tattingers – serie TV, episodi 1x07-1x08 (1988-1989)
- Private Eye, regia di Mark Tinker (1988) - film TV
- I racconti della cripta (Tales from the Crypt) – serie TV, episodio 3x13 (1991)
- Omen IV - Presagio infernale (Omen IV: The Awakening), regia di Jorge Montesi e Dominique Othenin-Girard (1991) - film TV
- Giuste sentenze (The Wright Verdicts) – serie TV, episodio 1x02 (1995)
- Settimo cielo (7th Heaven) – serie TV, episodio 1x08 (1996)
- On Seventh Avenue, regia di Jeff Bleckner (1996) - film TV
- Ragazzo padre (Unwed Father), regia di Michael Switzer (1997) - film TV
- Cenerentola a New York (Time of Your Life) – serie TV, episodi 1x04-1x06-1x07 (1999)
- State of Grace – serie TV, 39 episodi (2001-2002)

## Doppiatrici italiane
Nelle versioni in italiano delle opere in cui ha recitato, Faye Grant è stata doppiata da:
- Alessandra Korompay in V - Visitors (miniserie), Visitors 2, Visitors (serie TV, ridoppiaggio episodio 3)
- Melina Martello in Visitors (serie TV)
- Isabella Pasanisi in Un detective... particolare
- Roberta Paladini in Affari sporchi
- Anna Rita Pasanisi ne La ragazza del mio migliore amico
- Valeria Perilli in Affairs of State - Intrighi di stato